# Smalt fackelblomster
Smalt fackelblomster (Lythrum virgatum) är en fackelblomsväxtart som beskrevs av Carl von Linné. Enligt Catalogue of Life ingår Smalt fackelblomster i släktet fackelblomstersläktet och familjen fackelblomsväxter, men enligt Dyntaxa är tillhörigheten istället släktet fackelblomstersläktet och familjen fackelblomsväxter. Arten förekommer tillfälligt i Sverige, men reproducerar sig inte. Inga underarter finns listade i Catalogue of Life.

## Bildgalleri

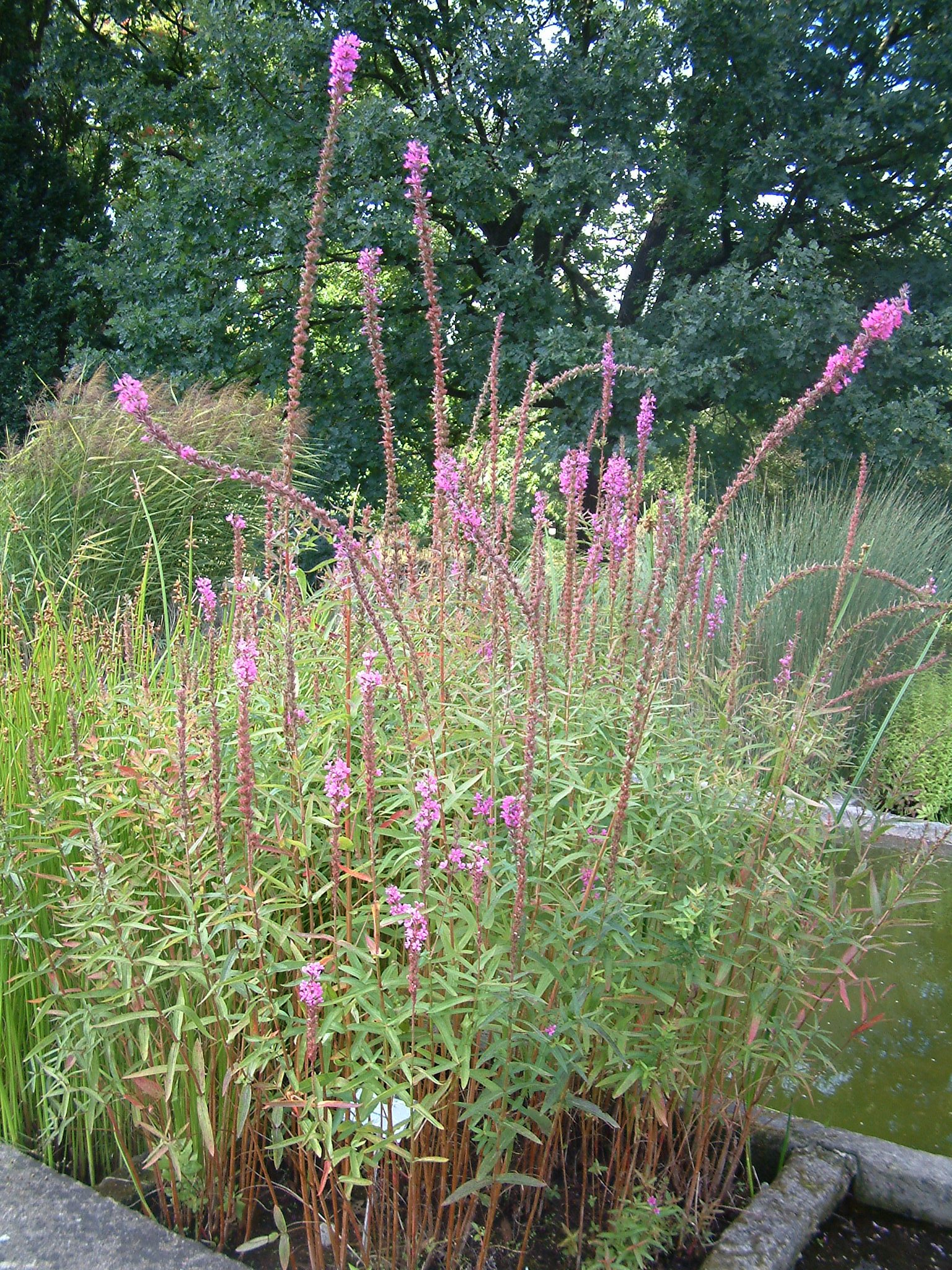
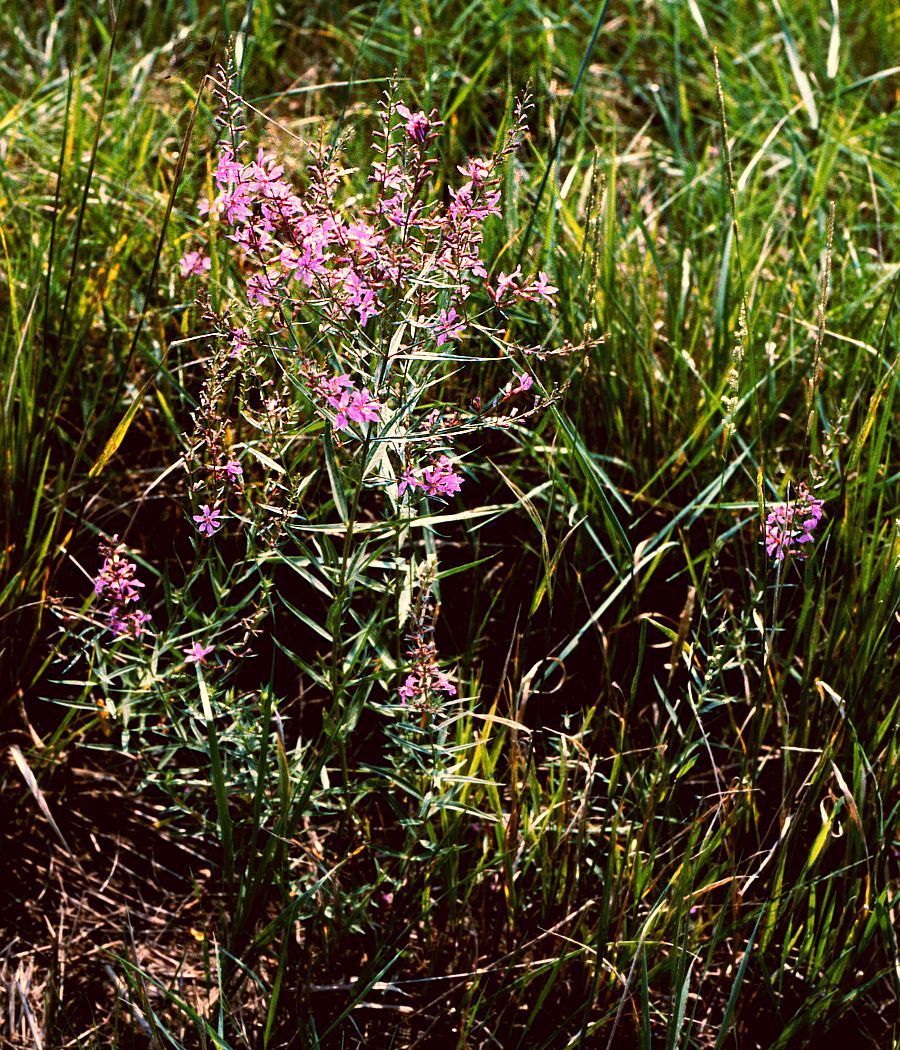
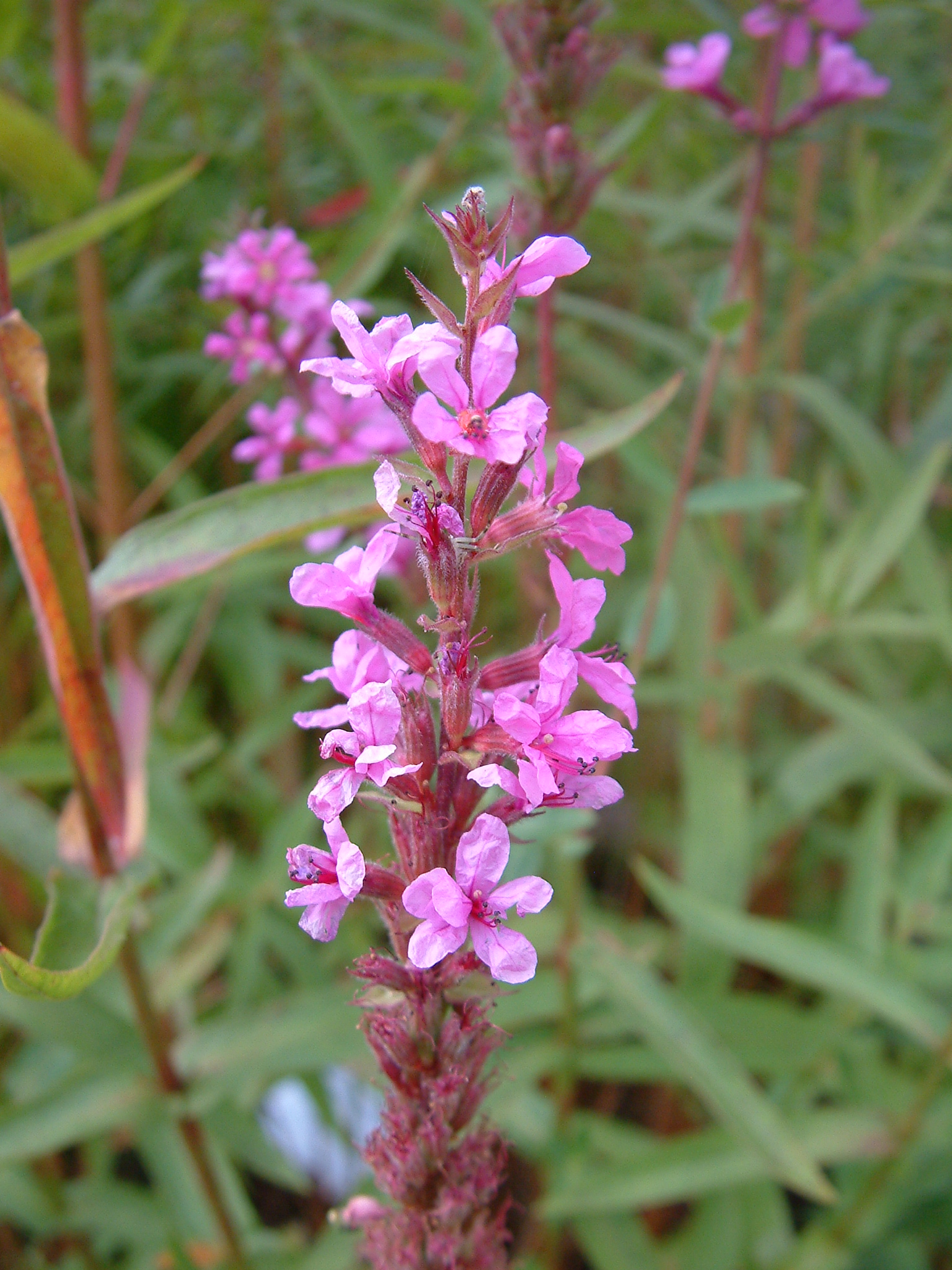
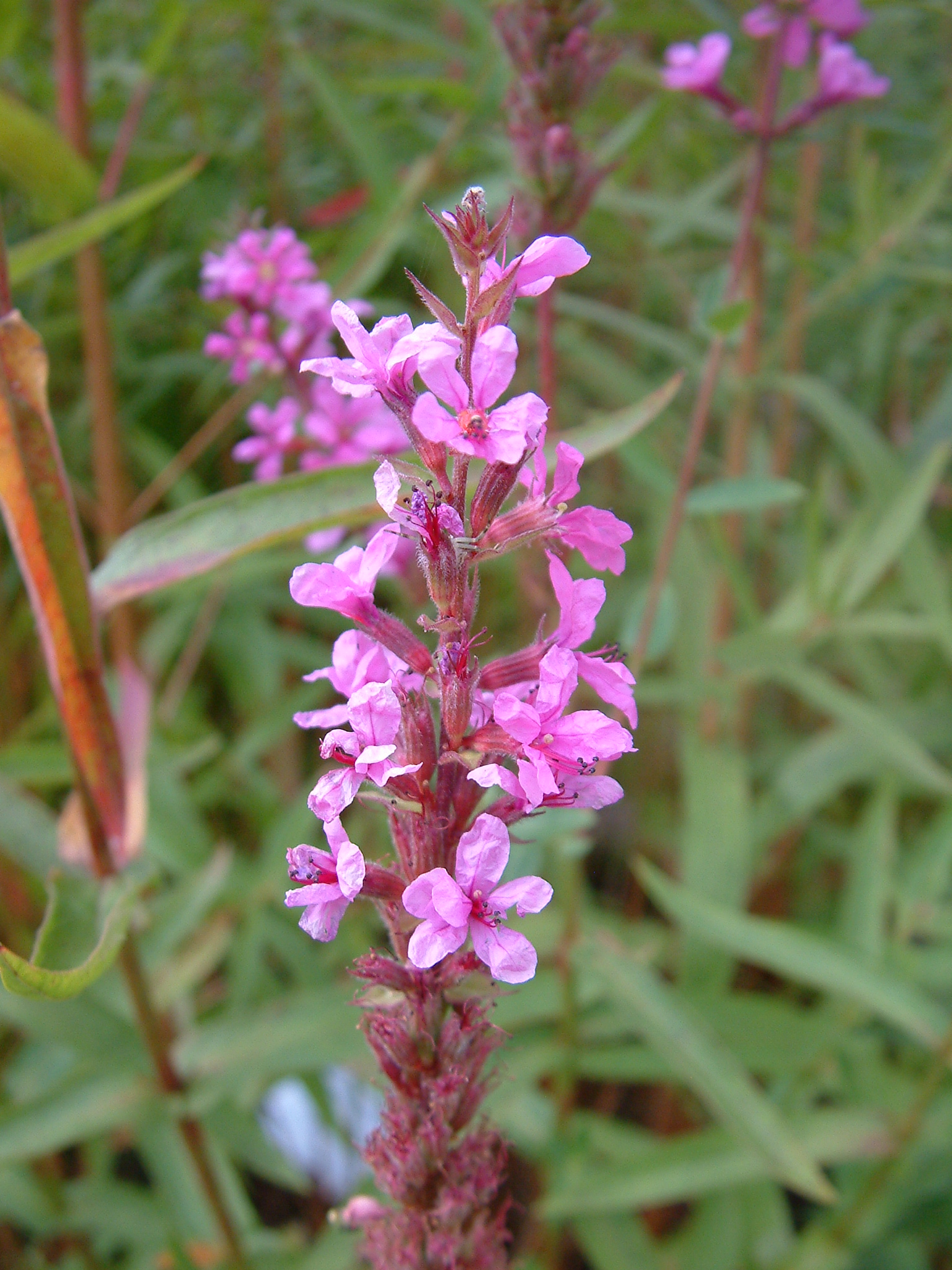
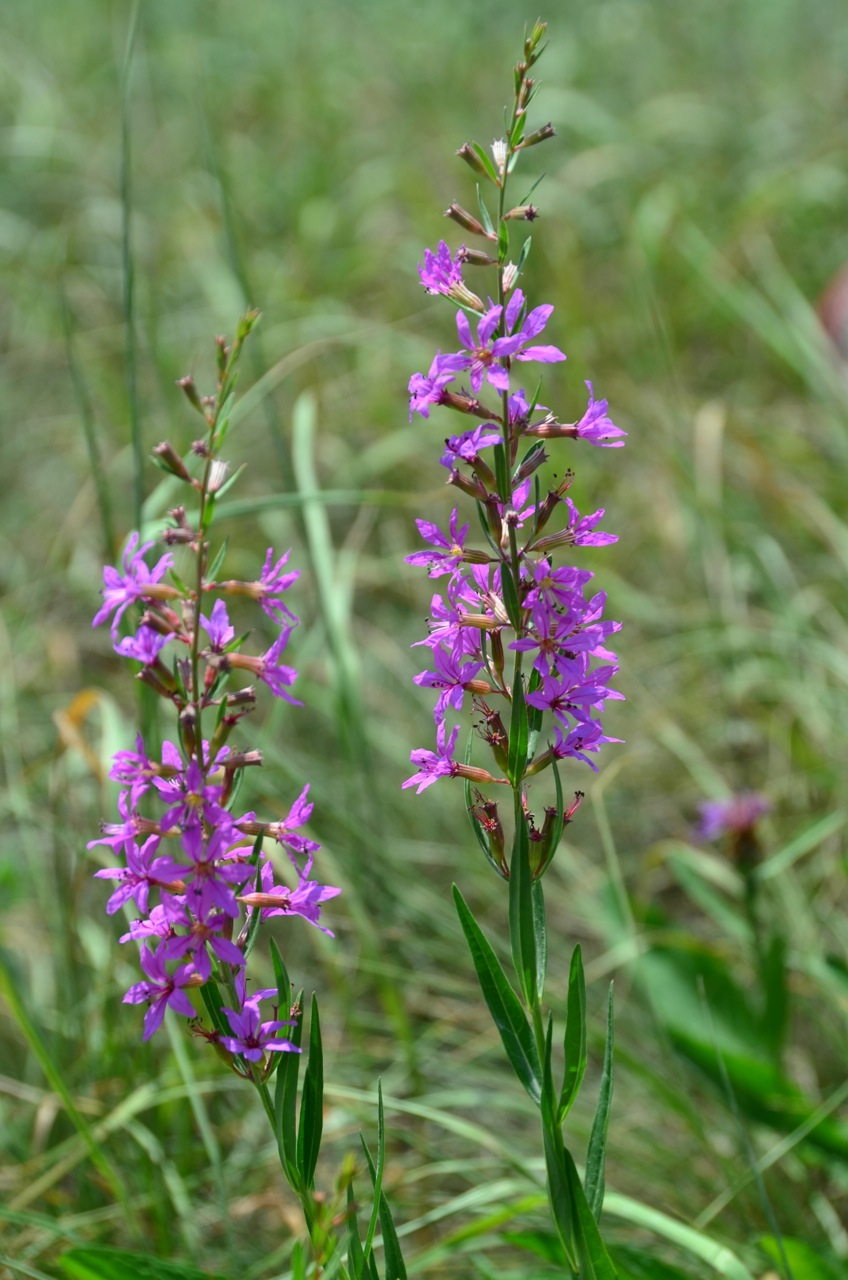